# 永田宏一郎
永田 宏一郎（ながた こういちろう、1978年12月19日 - ）は、日本の元陸上競技選手。専門は長距離走。鹿児島県出身。鹿児島県立錦江湾高等学校、鹿屋体育大学卒業。旭化成、鹿屋体育大学大学院、F・R・Aを経て小森コーポレーションののち鹿児島県立鶴翔高等学校教員、のち鹿児島商業高等学校へ。身長175cm、体重57kg。世界陸上選手権エドモントン大会男子10000m日本代表。

## 略歴・人物
錦江湾高校時代はインターハイ決勝への出場経験はなかったが、鹿屋体育大学に入学以降頭角を現し、1997年・1998年には出雲駅伝で2年連続1区区間賞を獲得するなど全国大会で活躍した。1999年、スペイン・パルマ・デ・マヨルカで開催されたユニバーシアード男子5000mに出場し、自己ベスト更新となる13分42秒08を記録し6位入賞を果たした。第68回日本インカレ5000m優勝、第83回日本選手権では日本人1位となるなど大学生の枠を超えた活躍を見せた。
2000年も優れた成績を収めた。5月静岡国際5000mでは日本人学生歴代4位となる13分30秒12を記録。第69回日本学生陸上競技対校選手権大会5000mでは佐藤敦之・徳本一善ら関東学連所属の選手たちを抑え2年連続優勝を飾っている。10000mでも2位となり、佐藤以下他の日本人選手を寄せ付けなかった。
第12回出雲駅伝では6区区間賞を獲得、三代直樹の区間記録を25秒更新した。続く第32回全日本大学駅伝では序盤から他大学の選手を置き去りにし1区区間賞を獲得、ステファン・マヤカの区間記録を42秒更新した。
12月には10000mで27分53秒19と自己記録を更新、世界陸上選手権エドモントン大会の参加標準記録Aを突破した。
2001年1月の京都シティハーフマラソンでは優勝を飾り1時間01分09秒の日本人学生記録を樹立するものの、レース中に右アキレス腱を痛めている。
2001年4月旭化成に入社し、陸上部に所属。1月の故障により東アジア競技大会など全レースへの出場を見合わせていたが、第85回日本陸上競技選手権大会に出場し5位（日本人3位）に入賞した。この結果を受け世界陸上選手権男子10000m日本代表に選出されたが、故障により選手権本戦への出場はかなわなかった。
2004年第88回日本選手権10000mでは大野龍二と僅差の2位となったが、アテネオリンピック代表入りはならなかった。またこの年の第53回九州一周駅伝では区間賞を4度獲得し、納戸賞（大会最優秀選手）を受賞した。
体育科の教師を志して鹿屋体育大学に入学した。大学では標高差800メートルの起伏を走って鍛え上げ、月間の走行距離は400kmであった。練習メニューも自らで考え、単独練習となることが多かった。。実業団入り後は月間走行距離が800kmになるなど練習量が増え、両すね骨折など故障が続きオーバートレーニングによる不振に陥ったという。2004年9月に旭化成を退社、2006年に母校・鹿屋体育大学大学院に進学。その後小森コーポレーションへと進んだ。
2012年中に小森コーポレーションを退部し、F・R・Aで指導者として活躍。
2013年教員採用試験合格、鶴翔高等学校～鹿児島商業高等学校教員。
現在、鹿児島商業高等学校陸上部コーチの傍ら県下一周駅伝に鹿児島地区から出走。

## 主な戦績
- 1997年 第9回出雲駅伝 1区 6.0km 区間賞 17分20秒
- 1998年 第10回出雲駅伝 1区 7.3km 区間賞 20分04秒
- 1999年 第21回ユニバーシアード 5000m 6位 13分42秒08
- 1999年 第68回日本インカレ 1500m 3位 3分46秒20
- 1999年 第68回日本インカレ 5000m 優勝 13分55秒15
- 1999年 第83回日本選手権 5000m 3位 13分32秒03（日本人1位）
- 1999年 第31回全日本大学駅伝 1区 14.6km 区間賞 43分07秒
- 2000年 第5回全国都道府県対抗男子駅伝 3区 8.5km 区間賞 24分05秒
- 2000年 第69回日本インカレ 5000m 優勝 13分56秒32
- 2000年 第69回日本インカレ 10000m 2位 28分42秒54（日本人1位）
- 2000年 第84回日本選手権 10000m 6位 28分03秒84（日本人2位）
- 2000年 第12回出雲駅伝 6区 11.3km 区間賞 32分55秒（区間新）
- 2000年 第32回全日本大学駅伝 1区 14.6km 区間賞 41分56秒（区間新）
- 2000年 青木半治杯2000国際千葉駅伝男子　1区　10.0ｋｍ　区間賞　27分40秒
- 2001年 第6回全国都道府県対抗男子駅伝 7区 区間2位 37分50秒
- 2001年 京都シティハーフマラソン 優勝 1時間01分09秒（学生新）
- 2001年 第85回日本選手権 10000m 5位 28分32秒44（日本人3位）
- 2002年 第86回日本選手権 10000m 5位 28分52秒78
- 2003年 第47回全日本実業団対抗駅伝競走大会 2区 22.0km 区間4位 63分36秒 8人抜き
- 2003年 第87回日本選手権 5000m 9位 13分51秒02
- 2004年 第88回日本選手権 10000m 2位 28分00秒12
- 2006年 第34回世界クロスカントリー選手権 4000m 86位 11分58秒

## 記録
- 1500m - 3分43秒11（1999年）
- 5000m - 13分30秒12（2000年） ※日本人学生歴代4位（当時）
- 10000m - 27分53秒19（2000年） ※日本人学生歴代3位（当時）
- ハーフマラソン - 1時間01分09秒（2001年） ※日本人学生記録（当時）
- マラソン - 2時間16分22秒（2007年）